# Матео Месина
Матео Месина (енгл. Mateo „Matt“ Messina) је амерички композитор. Рођен је 1972. године у Сијетлу, савезна држава Вашингтон. Најпознатији је по свом раду на музици из филма Џуно.